# Pandanus bilinearis
Pandanus bilinearis är en enhjärtbladig växtart som beskrevs av Harold St.John. Pandanus bilinearis ingår i släktet Pandanus och familjen Pandanaceae.
Artens utbredningsområde är Nya Kaledonien. Inga underarter finns listade.